# AQM-60翠鳥靶機
AQM-60翠鳥靶機（英語：Kingfisher)（最初編號為XQ-5）是一款由洛克希德公司根據X-7試驗機研製的無人機。AQM-60由凱利·詹森主刀設計，他後來主導洛克希德最著名的A-12 系列，包括SR-71黑鳥和YF-12。
X-7於1946年開始研發，同時應美國空軍的要求，建造一架3馬赫的無人機進行初始測試，而該無人機最終這演變為翠鳥，用於測試飛彈防禦系統，例如MIM-3尼姬Ajax、SAM-A-25/MIM-14尼姬海克力士 和IM-99/CIM-10。
然而翠鳥在測試中能夠躲避測試的絕大多數高超音速武器系統，這使得美國空軍在當時異常尷尬，並造成了相當大的政治影響。這導致翠鳥於1959年停產，並在1960年代中期取消該計畫。
AQM-60的發動機後來經過改裝，用於CIM-10飛彈，成為1960和70年代初的全國核轟炸機防禦系統。而後，該發動機經過改造，發展成更耐用的版本，並應用在D-21無人偵察機身上。D-21能從SR-71黑鳥式偵察機機身後部或從B-52同溫層堡壘戰略轟炸機的機翼下發射。

## 外部連結
- Directory of US Military Rockets and Missiles
- http://www.designation-systems.net/dusrm/m-60.html （页面存档备份，存于）